# Jack's Back
Jack's Back (bra: A Volta de Jack, o Estripador) é um filme estadunidense de 1988, dos gêneros terror e suspense, dirigido por Rowdy Herrington.

## Sinopse
Um serial killer de Los Angeles celebra o 100º aniversário de Jack, o Estripador, cometendo assassinatos semelhantes e apenas James Spader é o único que pode pará-lo .

## Elenco
- James Spader ... John/Rick Wesford
- Cynthia Gibb ... Chris Moscari
- Jim Haynie ... Sgt. Gabriel
- Robert Picardo ... Dr. Carlos Battera
- Rod Loomis ... Dr. Sidney Tannerson
- Rex Ryon ... Jack Pendler
- Chris Mulkey ... Scott Morofsky
- Mario Machado ... Apresentador do telejornal